# Lenia

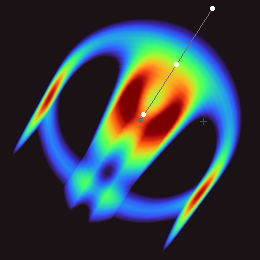
Un exemple del model autònom Lenia.

Una animació que mostra el moviment d'un planador a Lènia.

Lenia és una família d'autòmats cel·lulars creats per Bert Wang-Chak Chan. Lenia pretén ser una mena de joc de la vida però amb espai, temps i estats continus ( generació contínua ). A causa del seu domini continu d'alta resolució, models autònoms complexos (" formes de vida " o " naus espacials ”) generats amb Lenia es descriuen com a diferents dels que apareixen en altres autòmats cel·lulars, éssent “ geomètrics, metamèrics, difusos, resistents, adaptatius i genèrics".
Lenia va guanyar el Virtual Creature Competition 2018 a la Conference on Genetic and Evolutionary Computation de Kyoto, una menció honorífica al ALIFE Art Award 2018 a Tòquio i el Premi International Society for Artificial Life (ISAL) a la millor publicació de 2019 (en el camp de la vida artificial ).

## Principis

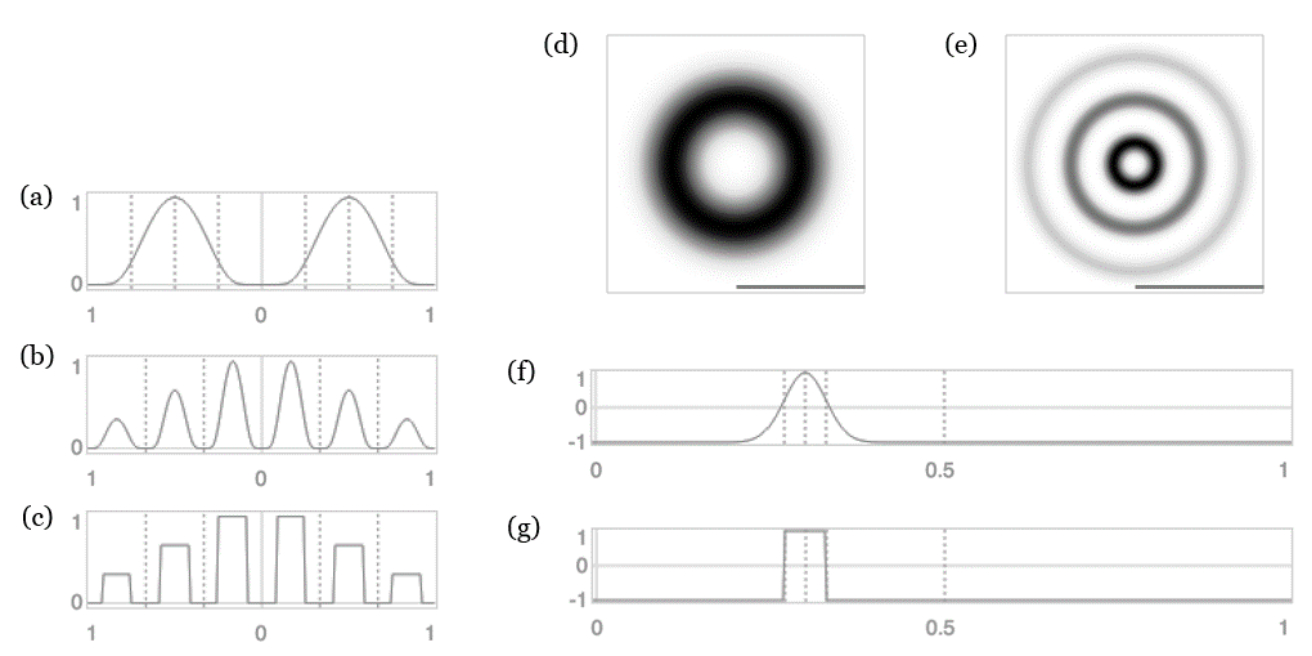
Il·lustració dels principis de Lenia (veure taula)

Lenia agafa els principis del joc de la vida (vida i mort d'una cèl·lula segons el seu veïnat) però intenta transposar i generalitzar les regles del món discret del joc de la vida, en un món continu .
|                       | Joc de la vida                  | Lenia |
| --------------------- | ------------------------------- | --- |
| Estat d'una cèl·lula  | 0 o 1 (viva o morta)            | Nombre continu entre 0 i 1. El nombre sol representar-se per la intensitat d'un color. |
| Veïnat                | 8 cèl·lules adjacents           | Àrea(es) de convolució d'un anell al voltant de la cèl·lula. (d) o (e) |
| Espai                 | Discret                         | Continu : les cèl·lules són tan petites com vulguem, el veïnat es calcula mitjançant una zona de convolució. |
| Regles de vida i mort | Nombre de cèl·lules al veïnatge | Funció de creixement de la cèl·lula segons la suma dels estats coberts pel veïnat (valor de l'estat final de la cèl·lula limitat a 0 o 1) (f) o (g). Dona una taxa de creixement, que permet calcular la variació de l'estat de la cèl·lula segons el temps. |
| Temps                 | Discret                         | Continu, amb dt tan petit com es desitgi, cae les regles de vida i mort donen taxes de creixement que permeten calcular l'estat final sigui quin sigui el dt. El temps no s'accelera en disminuir dt, però sí que els moviments es fan més fluids.           |

## Motius

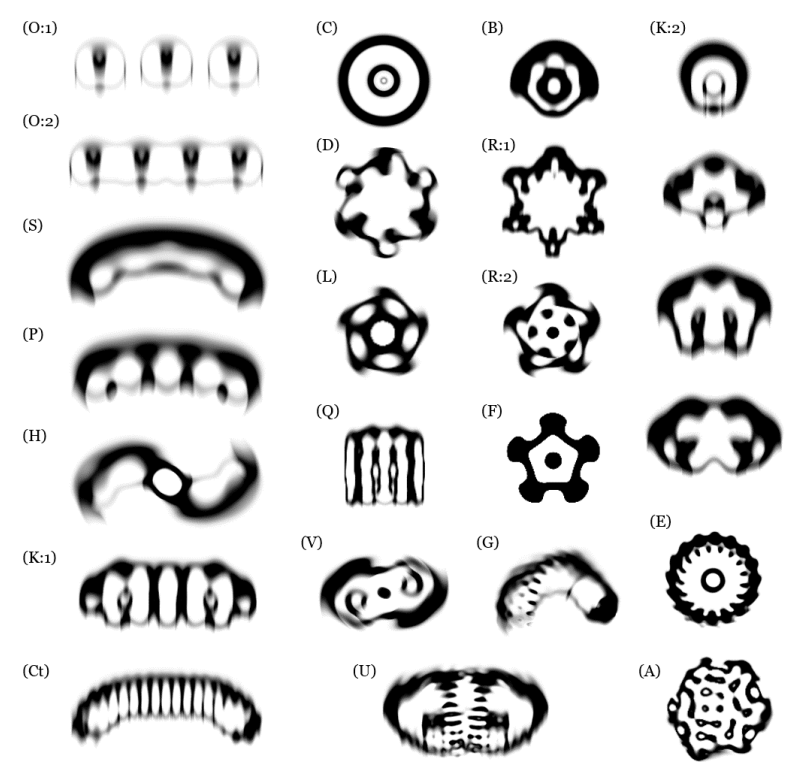
Part de la gran varietat d'" espècies » de Lenia.

Fent variar el nucli convolucional, el mapa de creixement i les condicions inicials, s'han descobert més de 400 " espècies » amb Lènia. Aquestes " espècies » presenten «auto-organització, auto-reparació, simetries bilaterals i radials, dinàmica locomotora i, a vegades, un natura caòtica. Chan ha creat una taxonomia per a aquests models.

## Treballs relacionats

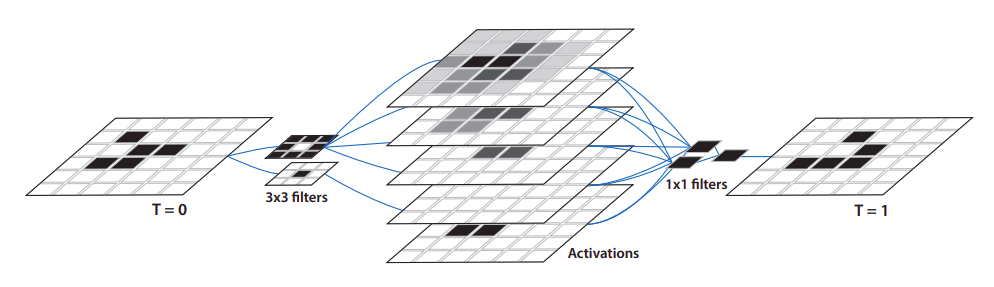
Autòmats cel·lulars com a xarxa neuronal convolucional.

Altres treballs han observat la gran similitud entre les regles d'actualització dels autòmats cel·lulars i les circumvolucions. Aquests treballs s'han centrat en la reproducció d'autòmats cel·lulars mitjançant xarxes neuronals convolucionals simplificades. Alexandre Mordvintsev va estudiar l'aparició de la generació de models auto-reparables. Gilpin va descobrir que qualsevol autòmat cel·lular es podia representar per una xarxa neuronal convolucional i va entrenar xarxes neuronals per a reproduir autòmats cel·lulars existents
En aquesta línia, els autòmats cel·lulars es poden considerar com un cas especial de xarxes neuronals convolucionals recurrents . La regla d'actualització de Lenia també es pot veure com una convolució d'una sola capa (el " camp potencial » {\displaystyle \mathbf {K} } ) amb una funció d'activació (el "mapa de creixement") {\displaystyle G} ). Tanmateix, Lenia utilitza nuclis fixes molt més grans i no fa servir el descens del gradiant.